# Cronica Bălenilor
Cronica Bălenilor („Istoriile domnitorilor Țării Românești”) este o cronică anonimă, scrisă spre sfârșitul secolului al XVII-lea de un autor atașat grupării boierești a Bălenilor. Narează evenimente cuprinse între 1290 și 1688.